# Слонове
Слоновете (Elephantidae) са семейство, отделено в специален разред наречен Хоботни (Proboscidea) от клас Бозайници. Известни са три живи вида: африкански степен слон, африкански горски слон и азиатски слон. До настъпването на последната ледникова епоха са живели и други видове, като Мамут, Мастодонт, Платибелодонт и Амебелодонт.

## Класификация
Родът на африканските слонове обединява два (според някои и три) вида, докато родът на азиатските слонове се характеризира само с един съвременен представител, но с четири отличими подвида. Африканският и азиатският слон са произлезли от общ предшественик преди около 7,6 млн. години .
Една от възможните класификации обединява представителите до няколко вида и подвида:
Семейство Слонове
- Подсемейство †Lophodontinae (Rhynchotheriinae)[2]
  - Род †Anancus  Aymard, 1855
    - Вид †Anancus alexeevae Baigusheva, 1971
    - Вид †Anancus arvernensis (Croizet & Jobert, 1828)
    - Вид †Anancus kenyensis MacInnes, 1942
    - Вид †Anancus osiris Arambourg, 1945
    - Вид †Anancus petrocchii Coppens, 1965

  - Род †Morrillia Osborn, 1924
  - Триб †Lophodontini
    - Подтриб †Lophodontina
      - Род †Tetralophodon Falconer, 1857
      - Род †Paratetralophodon
      - Род †Zygolophodon (Vacek, 1877)

  - Триб †Cuvieroniini
    - Род †Стегомастодонти (Stegomastodon) Pohlig, 1912
      - Вид †Stegomastodon arizonae
      - Вид †Stegomastodon mirificus
      - Вид †Stegomastodon platensis
      - Вид †Stegomastodon primitivus
      - Вид †Stegomastodon waringi

    - Род †Южноамерикански слонове (Cuvieronius) Osborn, 1923
      - Вид †Cuvieronius humboldti
      - Вид †Cuvieronius hyodon
      - Вид †Cuvieronius priestleyi
      - Вид †Cuvieronius tropicus
- Подсемейство †Stegodontinae
  - Род †Стегодони (Stegodon)
    - Вид †Stegodon aurorae
    - Вид †Stegodon elephantoides
    - Вид †Stegodon florensis
    - Вид †Stegodon ganesha
    - Вид †Stegodon insignis
    - Вид †Stegodon orientalis
    - Вид †Stegodon shinshuensis
    - Вид †Stegodon sompoensis
    - Вид †Stegodon sondaarii
    - Вид †Stegodon trigonocephalus
    - Вид †Stegodon zdanski
- Подсемейство Elephantinae
  - Триб †Belodontini
    - Подтриб †Belodontina
      - Род †Gomphotherium (Tetrabelodon)  Burmeister, 1837
      - Род †Stegotetrabelodon Petrocchi, 1941
      - Род †Stegodibelodon

  - Триб Elephantini
    - Род †Primelephas  Maglio, 1970
      - Вид †Primelephas gomphotheroides
      - Вид †Primelephas korotorensis

    - Подтриб Loxodontina
      - Род Африкански слонове (Loxodonta) Anon., 1827
        - Вид Африкански саванен слон (Loxodonta africana) (Blumenbach, 1797)
          - Подвид †Северен африкански слон (Loxodonta africana pharaonensis) Deraniyagala, 1948
          - Подвид Loxodonta africana africana
          - Подвид Африкански саванен слон (Loxodonta africana oxyotis) Matschie, 1900

        - Вид Африкански горски слон (Loxodonta cyclotis) (Matschie, 1900)

    - Подтриб Elephantina
      - Род †Мамути (Mammuthus) Brookes, 1828
        - Вид †Африкански мамут (Mammuthus africanavus) (Arambourg, 1952)
        - Вид †Колумбийски мамут (Mammuthus columbi)
        - Вид †Пигмейски мамут (Mammuthus exilis) Maglio, 1970
        - Вид †Американски мамут (Mammuthus imperator) (Leidy, 1858)
        - Вид †Сардински мамут джудже (Mammuthus lamarmorae) Major, 1883
        - Вид †Южен мамут (Mammuthus meridionalis)
        - Вид †Вълнест мамут (Mammuthus primigenius) (Blumenbach, 1799)
        - Вид †Южноафрикански мамут (Mammuthus subplanifrons)
        - Вид †Степен мамут (Mammuthus trogontherii) Pohlig, 1885

      - Род Евразийски слонове (Elephas) Linnaeus, 1758
        - Вид †Elephas antiquus (Falconer & Cautley, 1847)
        - Вид †Elephas beyeri
        - Вид †Elephas celebensis
        - Вид †Elephas creticus Bate, 1907
        - Вид †Elephas chaniensis Symeonidis, 2000
        - Вид †Elephas creutzburgi
        - Вид †Elephas cypriotes Bate, 1904
        - Вид †Elephas ekorensis
        - Вид †Elephas falconeri Busk, 1867
        - Вид †Elephas hysudricus (Falconer and Cautley, 1845)
        - Вид †Elephas iolensis
        - Вид †Elephas mnaidriensis (Adams, 1874)
        - Вид †Elephas melitensis
        - Вид †Elephas namadicus Falconer & Cautley, 1845
        - Вид †Elephas naumanni Makiyama, 1924
        - Вид †Elephas planifrons
        - Вид †Elephas platycephalus
        - Вид †Elephas recki Dietrich, 1894
        - Вид Азиатски слон (Elephas maximus) Linnaeus, 1758 
          - Подвид †Китайски слон (Elephas maximus rubridens)
          - Подвид †Сирийски слон (Elephas maximus asurus)
          - Подвид Индийски слон (Elephas maximus indicus) Cuvier, 1798
          - Подвид Цейлонски слон (Elephas maximus maximus) Linnaeus, 1758
          - Подвид Суматренски слон (Elephas maximus sumatranus) Temminck, 1847
          - Подвид Борнейски слон (Elephas maximus borneensis) Deraniyagala, 1950